# Björn Goldschmidt
Björn Goldschmidt (Karlsruhe, 3 de diciembre de 1979) es un deportista alemán que compitió en piragüismo en la modalidad de aguas tranquilas. Es hermano del asimismo piragüista Arnd Goldschmidt.
Participó en dos Juegos Olímpicos, Atenas 2004 y Pekín 2008, obteniendo una medalla de bronce en estos últimos en la prueba de K4 1000 m. Ganó 2 medallas en el Campeonato Mundial de Piragüismo, oro en 2007 y plata en 2005, y 3 medallas en el Campeonato Europeo de Piragüismo entre los años 2005 y 2008.

## Palmarés internacional
| Juegos Olímpicos   | Juegos Olímpicos         | Juegos Olímpicos  | Juegos Olímpicos |
| Año                | Lugar                    | Medalla           | Competición      |
| ------------------ | ------------------------ | ----------------- | ---------------- |
| 2008               | Pekín (China)            | Medalla de bronce | K4 1000 m        |
| Campeonato Mundial |                          |                   |                  |
| Año                | Lugar                    | Medalla           | Competición      |
| 2005               | Zagreb (Croacia)         | Medalla de plata  | K4 200 m         |
| 2007               | Duisburgo (Alemania)     | Medalla de oro    | K4 1000 m        |
| Campeonato Europeo |                          |                   |                  |
| Año                | Lugar                    | Medalla           | Competición      |
| 2005               | Poznań (Polonia)         | Medalla de bronce | K4 200 m         |
| 2006               | Račice (República Checa) | Medalla de bronce | K4 1000 m        |
| 2008               | Milán (Italia)           | Medalla de plata  | K4 1000 m        |